# Decaisnina viridis
Decaisnina viridis là một loài thực vật có hoa trong họ Loranthaceae. Loài này được (Merr.) Barlow mô tả khoa học đầu tiên năm 1993.